# Харченко Михайло Семенович

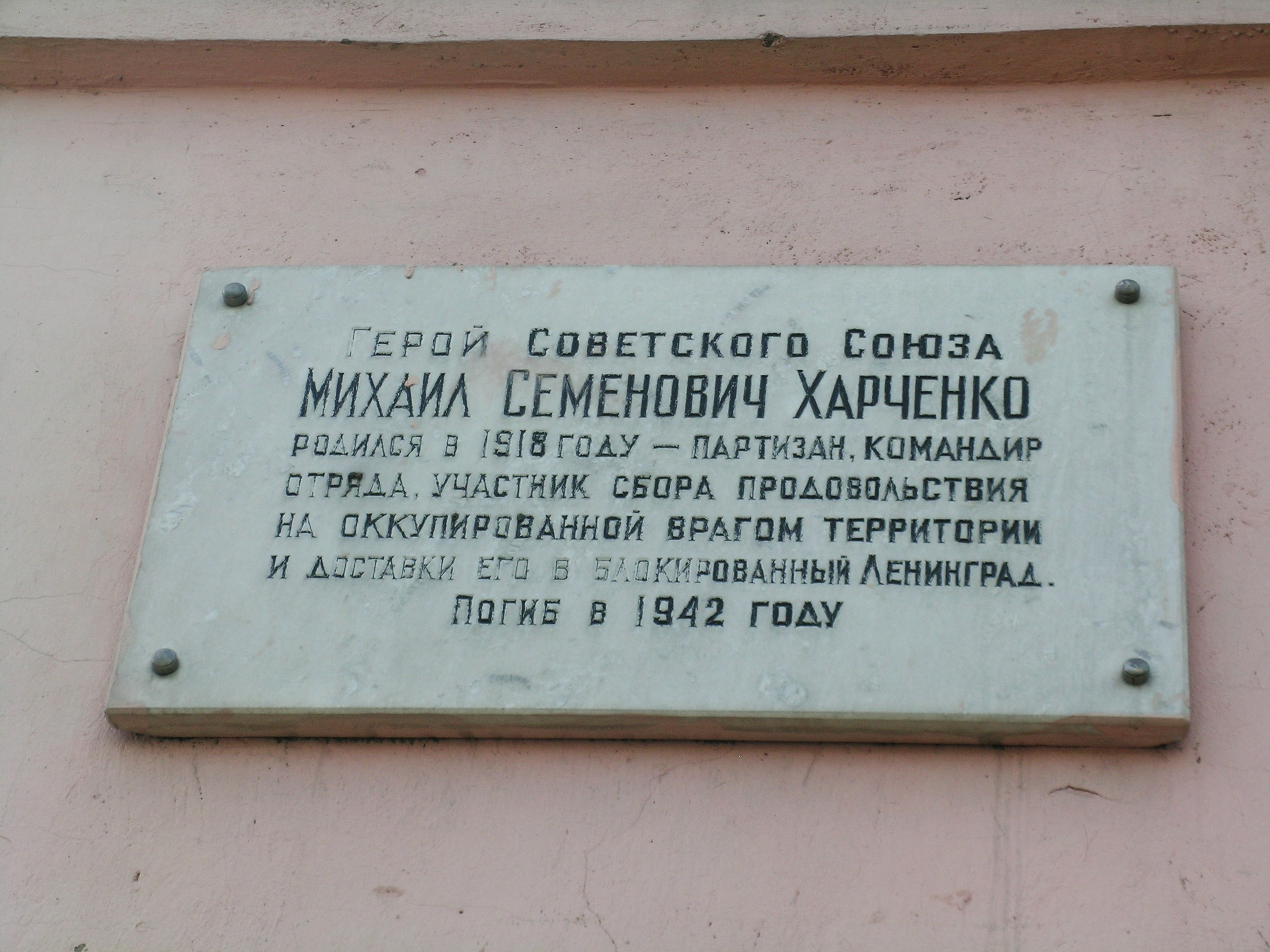
Меморіальна дошка. Вулиця Харченко у Санкт-Петербурзі

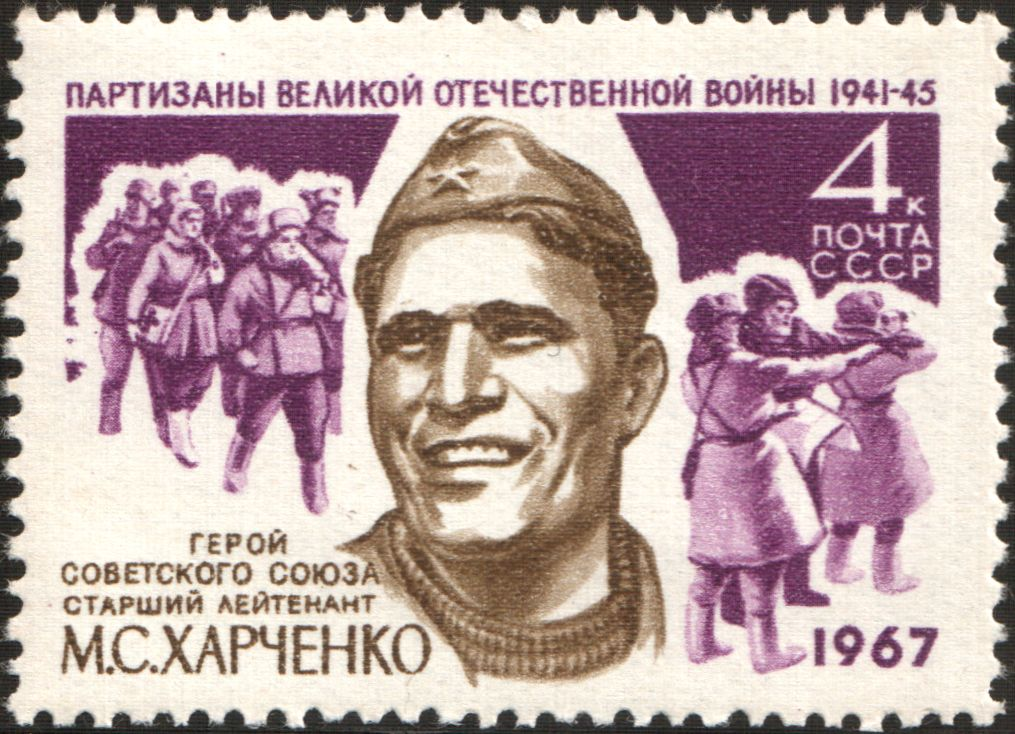
Поштова марка із серії «Партизани Великої Вітчизняної війни — Герої Радянського Союзу» (ЦФА [АТ «Марка»] № 3486),

Михайло Семенович Харченко (1918—1942) — учасник німецько-радянської війни, Герой Радянського Союзу, командир кулеметного відділення партизанського загону «Грозний» 2-ї Ленінградської партизанської бригади.

## Біографія
Народитися 10 лютого 1918 року у селищі Дєдовичі, нині селище міського типу Псковської області в сім'ї робітника. Російський.
Закінчив 7 класів, працював слюсарем на молокозаводі, директором Будинку культури.
У Червоній армії в 1939—1940 роках і з 1941 року. Учасник радянсько-фінської війни 1939—1940 років. Член ВКП (б) з 1942 року.
Під час німецько-радянської війни був командиром кулеметного відділення партизанського загону «Грозний» 2-ї Ленінградської партизанської бригади.
Із 16 липня 1941 року по 15 березня 1942 року у боях в районі Дєдовичі і села Городовець особисто знищив понад сто окупантів; разом із іншими партизанами захопив великі військові трофеї. На початку квітня 1942 року провів через тили противника в блокований Ленінград більше двохсот підвод із продовольством.
Указом Президії Верховної Ради СРСР «Про присвоєння звання Героя Радянського Союзу Нікітіну І. І., Петровій А. В., Харченко М. С.» від 8 квітня 1942 року за «відвагу і геройство, проявлені в партизанській боротьбі в тилу проти німецьких загарбників» удостоєний звання Героя Радянського Союзу з врученням ордена Леніна і медалі «Золота Зірка».
Загинув у бою 12 грудня 1942 року.
Похований у селищі міського типу Дєдовичі, де споруджено обеліск.

## Пам'ять

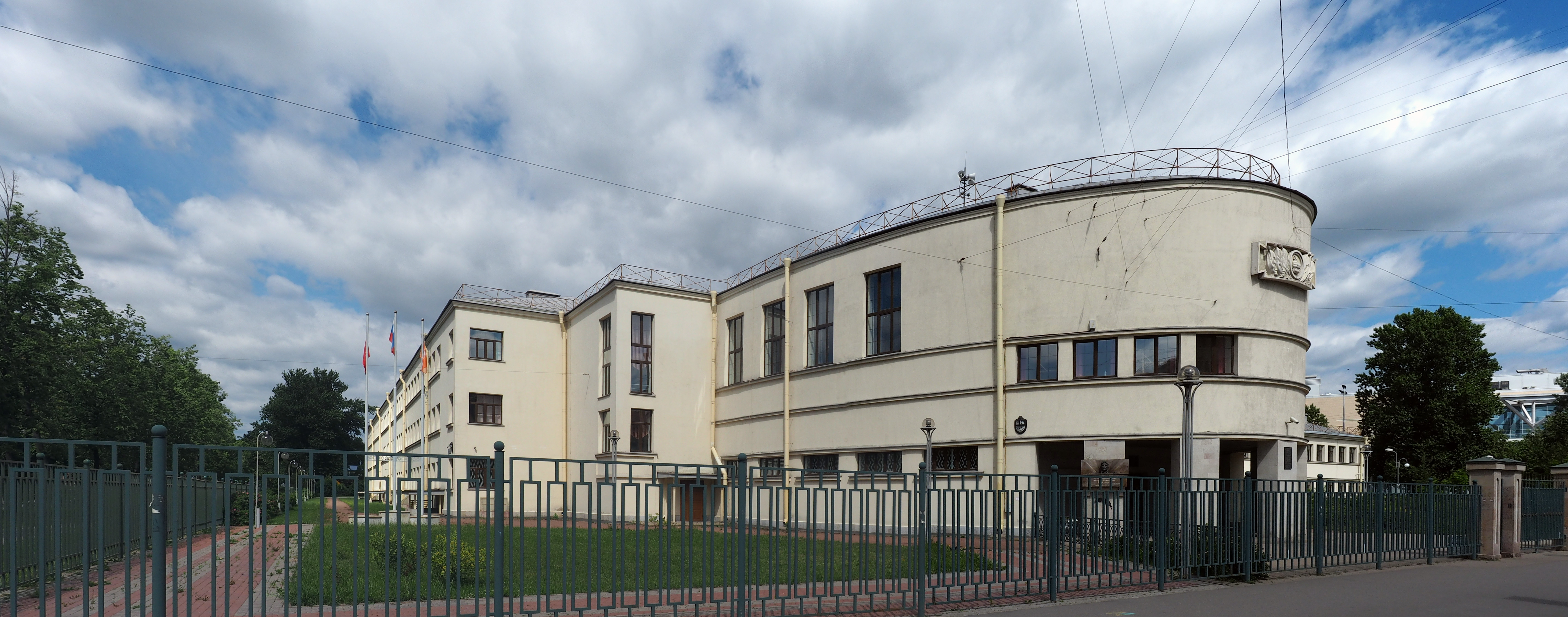

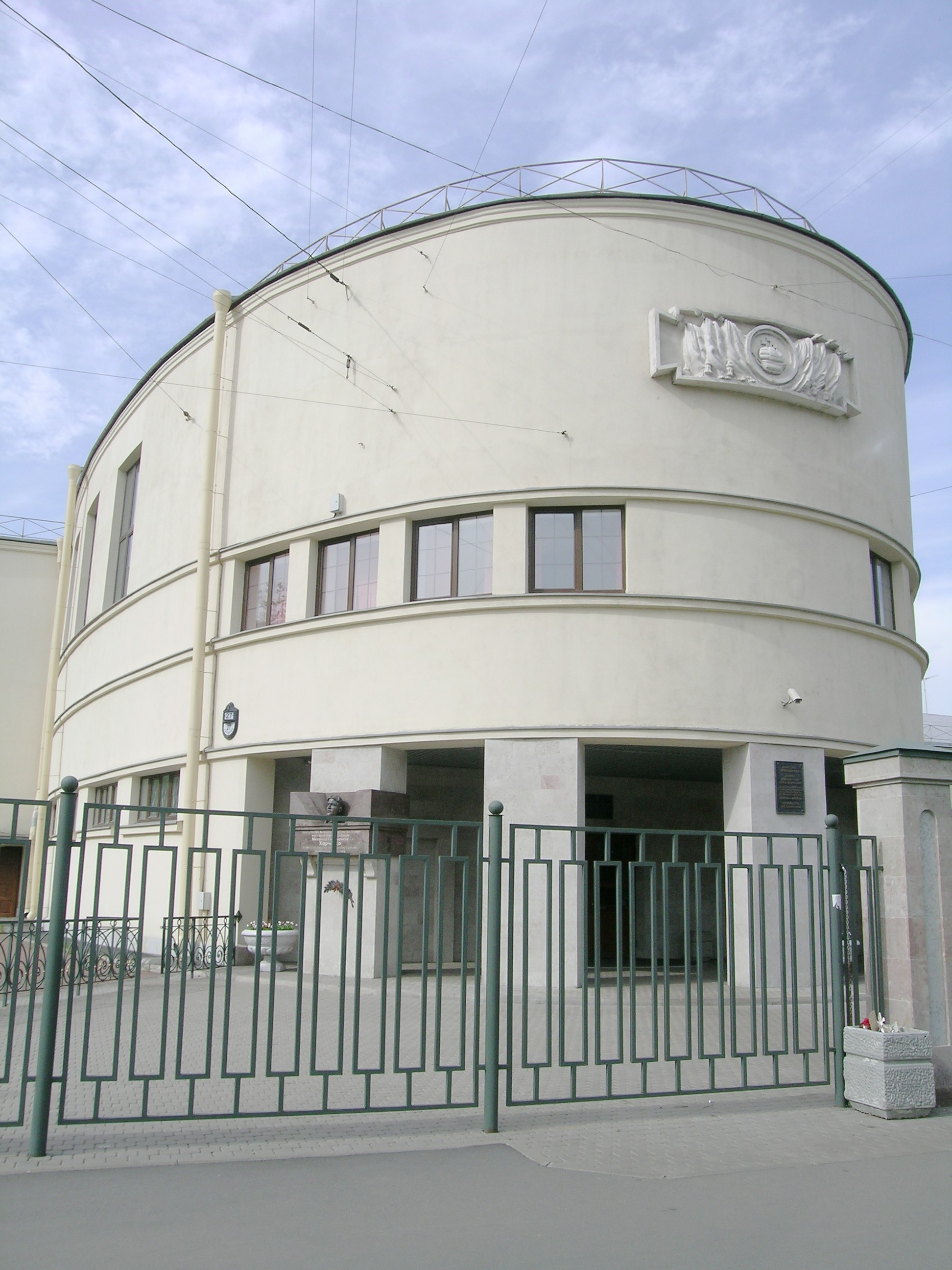

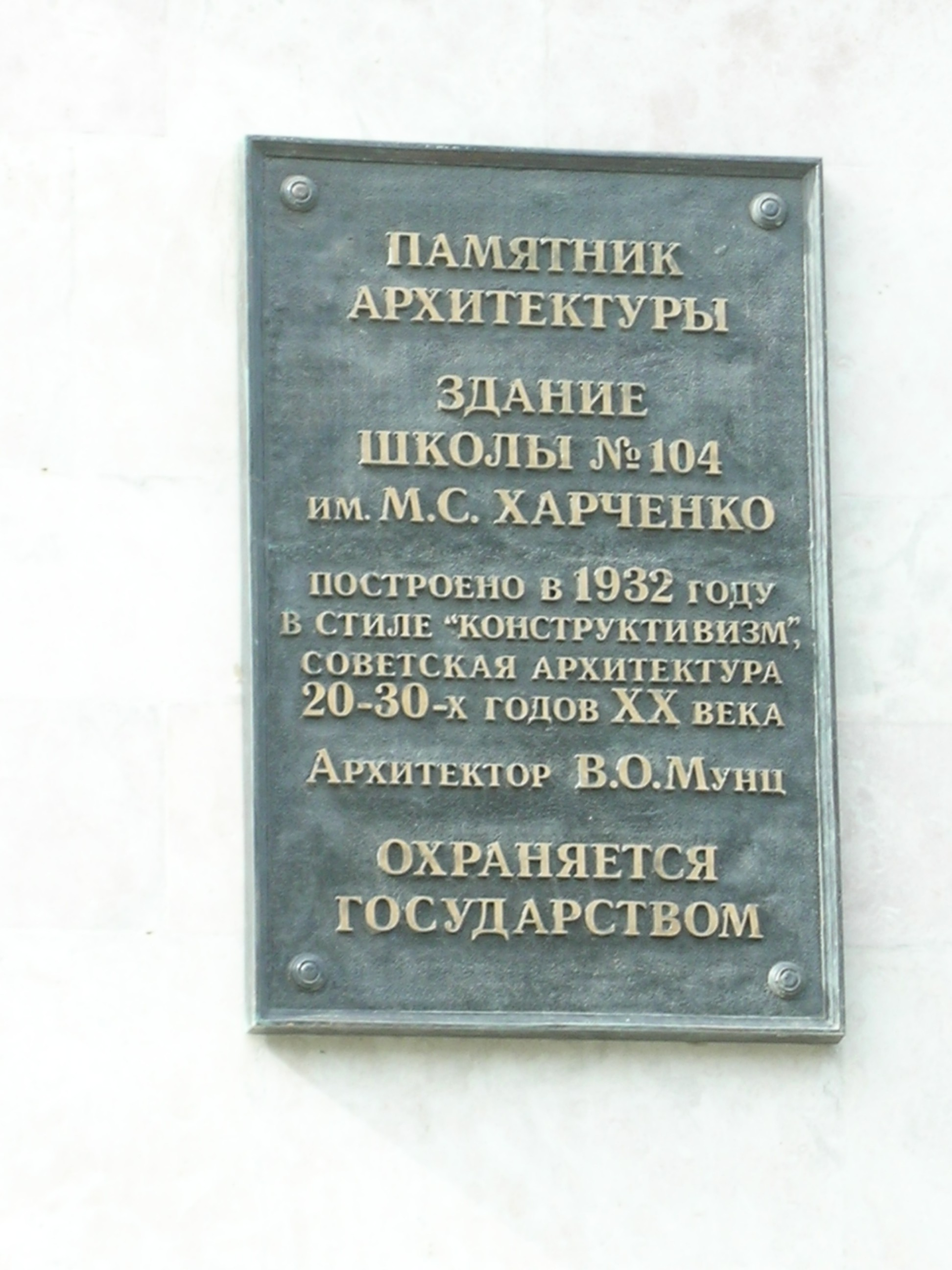

- У селищі міського типу Дєдовичі встановлена меморіальна дошка на будівлі школи; Там же іменем названа вулиця.
- Іменем названа вулиця у Санкт-Петербурзі.
- Ім'я присвоєно середній школі № 104 в Санкт-Петербурзі, в школі працює музей.